# Хорион
Хо́рион (лат. Chorion < др.-греч.  χόριον ‘оболочка’, ‘перепонка’) — термин, используемый применительно к некоторым эмбриональным структурам. «Хорионом» разные авторы называют:

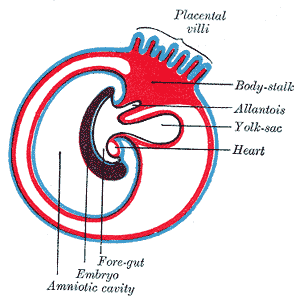
Зародыш плацентарного млекопитающего после имплантации (синим цветом показана эктодермальная часть хориона, в т. ч. волоски)

- серозу — внешнюю из трёх зародышевых оболочек (сероза, аллантоис, амнион), имеющихся у амниот[1][2];
- хориоаллантоисную оболочку (англ. chorioallantoic membrane; данный термин используют авторы, именующие «хорионом» серозу) — результат срастания участков серозы и наружной стенки аллантоиса, обычно у амниот[3][4] (у яйцекладущих видов располагается под скорлупой яйца, а у живородящих видов служит зародышевой частью плаценты);
- кутикулярную оболочку, окружающую яйцо у большинства многоклеточных животных — как позвоночных, так и беспозвоночных[5].

## Хорион как часть плаценты
Образование плаценты характерно для живородящих позвоночных. Среди амниот такой способ размножения не встречается у птиц, иногда наблюдается у пресмыкающихся — только в отряде чешуйчатых (где оно известно среди сцинкообразных — у представителей семейства ночных ящериц и некоторых видов семейства сцинковых — и змей: у ряда видов из семейств гадюковых, аспидовых, ужеобразных) и типичен для млекопитающих (среди ныне живущих млекопитающих плацента отсутствует только у однопроходных). Плацента выступает как специфический орган связи плода и материнского организма; она состоит из сросшихся друг с другом хориона (зародышевая часть плаценты) и разрыхлённого эпителия матки (материнская часть плаценты) и служит для снабжения зародыша кислородом и питательными веществами и выведения углекислоты и продуктов обмена.
Срастание хориона и эпителия матки сопровождается сплетением (но не слиянием) кровеносных сосудов эмбриона и материнского организма, что и делает возможным газообмен и проникновение питательных веществ через стенки сосудов. Проблемой является тканевая несовместимость эмбриона и матери (в генотипе эмбриона сочетаются гены обоих родителей, а поэтому его белки воспринимаются иммунной системой матери как чужеродные). Предотвращение отторжения плода в разных группах амниот обеспечивается различными средствами.
«Желточную плаценту» имеют также живородящие рыбы — большинство хрящевых и некоторые виды лучепёрых рыб. Однако у них нет хориона, и такая плацента подобна плаценте сумчатых лишь функционально, но не анатомически.

### Хорион у сумчатых
У сумчатых млекопитающих имеется примитивная — хориовителлиновая — плацента (именуемая также «желточной плацентой»), которая связывает зародыш и организм матери через кровеносные сосуды желточного мешка (у бандикутов, впрочем, плацента — хориоаллантоисная, но участвующий в её образовании хорион лишён ворсинок). Такой тип плаценты значительно менее эффективен при переносе кислорода от матери к эмбриону; избежать отторжения плода удаётся лишь за счёт резкого сокращения периода внутриутробного развития (поэтому детёныш сумчатых рождается сильно недоношенным и даже не способен самостоятельно сосать молоко.

### Хорион у эутериев

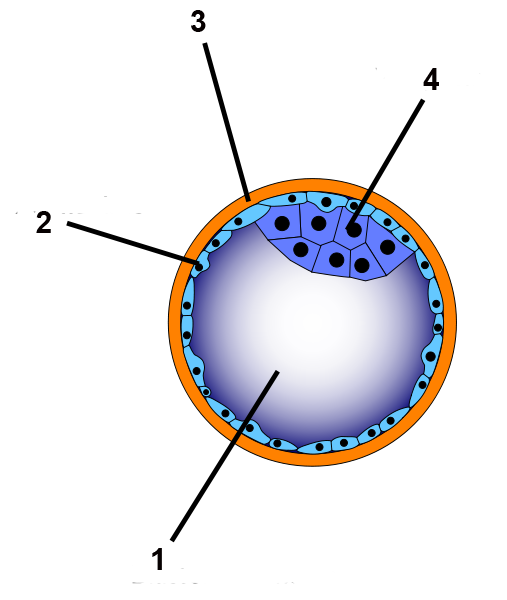
Стадия бластоцисты: 1 — полость бластоцисты, 2 — трофобласт, 3 — наружная оболочка, 4 — эмбриобласт (внутренняя клеточная масса)

Намного более совершенно устройство хориона и плаценты у млекопитающих из инфракласса эутериев. Во-первых, у них плацента — хориоаллантоисная (обеспечивает связь зародыша с организмом матери через кровеносные сосуды аллантоиса). Во-вторых, в её формировании участвует уникальное образование — трофобласт (палеонтологи не могут определить время его появления у эутериев, но все представители ныне живущих эутериев — плацентарные млекопитающие — трофобласт имеют). В эмбриональном развитии плацентарных имеется особая стадия — стадия бластоцисты (следует за фазой морулы), на которой бластомеры дифференцируются на два слоя: наружный (трофобласт) и внутренний (эмбриобласт; основная масса клеток последнего в дальнейшем даёт начало телу зародыша, а остальные клетки — желточному мешку и зародышевым оболочкам).
При переходе дробящегося зародыша из фаллопиевой трубы в матку он освобождается от яйцевой оболочки, а функции наружной оболочки зародыша берёт на себя трофобласт. При соприкосновении со стенкой матки клетки трофобласта оказывают на неё биохимическое воздействие, обусловливая возможность имплантации — прикрепления зародыша. В срастании участков серозы и наружной стенки аллантоиса (при котором образуется прохорион) участвует и трофобласт, чьи клетки образуют выросты — ворсинки прохориона; несколько позже кровеносные сосуды разрастающегося аллантоиса врастают в эти ворсинки, превращая его в хорион, который в области формирующейся плаценты принимает вид массивного губчатого образования (таким образом, хорион эутериев — сложное образование: его наружная часть имеет эктодермальное, а внутренняя — мезодермальное происхождение). Ворсинки хориона глубоко внедряются в эпителий матки, в результате чего хориоаллантоисная плацента такого типа отличается более тесной связью между кровяными руслами эмбриона и матери, обеспечивая намного более эффективный характер снабжения плода кислородом и питательными веществами.
Кроме того, клетки трофобласта образуют между тканями матери и эмбриона активный барьер, препятствуя отторжению плода и позволяя значительно продлить сроки его внутриутробного развития. Поэтому детёныши плацентарных при рождении намного более развиты, способны самостоятельно сосать молоко, а у многих видов — самостоятельно передвигаться и заботиться о себе уже через несколько часов после рождения.
Характер распределения ворсинок хориона по его поверхности различен у разных групп плацентарных. На этом основании выделяют три типа хориоаллантоисной плаценты:
- диффузная — с равномерным распределением ворсинок по хориону (китообразные, многие копытные, низшие приматы);
- дольчатая — с объединением ворсинок в группы, распределённые по поверхности хориона (жвачные);
- дискоидальная — с размещением ворсинок на ограниченном участке хориона, имеющем вид обруча (насекомоядные, хищные, грызуны, высшие приматы).

В частности, для эмбрионального развития высших приматов (включая человека) характерно, что хорион первоначально весь покрыт ворсинками. Затем на большом протяжении его ворсинки останавливаются в росте, так что эта часть хориона кажется гладкой и получает название Chorion laeve, тогда как на той стороне хориона, которая обращена к материнской части плаценты, ворсинки чрезвычайно разрастаются, и она получает название Chorion frondosum.
Наличие настоящей хориоаллантоисной плаценты с ворсинками, принципиально не отличимой от плаценты эутериев, характерно и для выше упоминавшихся видов чешуйчатых, обладающих плацентой.

## Хорион как кутикулярная оболочка
«Хорионом» именуют также кутикулярную оболочку, имеющуюся у яиц многих многоклеточных животных. Она представляет собой продукт выделения окружающих яйцо в яичнике фолликулярных клеток. Оболочка эта может быть студенистой или, наоборот, очень твёрдой, ибо пропитывается веществом, близким к хитину, — хорионином. Иногда хорион пронизан многочисленными порами, иногда имеет одно отверстие (микропиле), служащее для вхождения сперматозоида. Через это же отверстие возможен и газовый обмен, если хорион не является пористым. Оболочка яйца млекопитающих (и человека), получившая за свою исчерченность канальцами название corona (s. zona) radiata — вероятно, представляет собой хорион (в указанном смысле).